# Cherub Rock
”Cherub Rock” to utwór grupy The Smashing Pumpkins otwierający album Siamese Dream, a także pierwszy promujący go singel. Otrzymał on nominację do Nagrody Grammy za najlepszy utwór hardrockowy. Było to pierwsze takie wyróżnienie dla zespołu, razem z nominacją za najlepszą płytę alternatywną dla Siamese Dream. Ostatecznie nagrodę otrzymał utwór „Plush” grupy Stone Temple Pilots.
Piosenka była jedną z ostatnich napisanych na album przez frontmana grupy, Billy’ego Corgana. Jej tekst mówi o jego stosunku do ówczesnej sceny indierockowej. Corgan nalegał, aby była ona pierwszym singlem promującym album, mimo sugestii wydawcy, że lepszym rozwiązaniem byłoby wybranie „Today”. Chociaż ostatecznie Corganowi udało się osiągnąć cel, „Cherub Rock” rzeczywiście przyjęto ze znacznie mniejszym entuzjazmem.
Piosenka osiągnęła pomniejszy sukces – zespół wystąpił z nią w programie Saturday Night Live, a czytelnicy magazynu Q wybrali ją jako 67 najlepszą piosenkę gitarową w historii. Co więcej, w plebiscycie na sto najlepszych solówek gitarowych magazynu Guitar World, solo z „Cherub Rock” zajęło 97. miejsce. Wrestler Psicosis używał utworu w tle podczas swojej wejściówki.
„Cherub Rock” pojawiło się w grach Guitar Hero III: Legends of Rock oraz Rock Band.

## Teledysk
Teledysk, nagrany koło San Francisco przy bardzo niskim budżecie, przedstawia zespół grający utwór w lesie. Reżyser, Kevin Kerslake, wrzucił taśmę z nagranym materiałem do wanny, aby nadać mu charakterystyczny, „brudny” wygląd.

## Lista utworów

### Wydanie na płycie siedmiocalowej
1. „Cherub Rock”
2. „Purr Snickety”

### Wydanie na płycie dwunastocalowej/CD
1. „Cherub Rock”
2. „Pissant”
3. „French Movie Theme”
4. „Star Spangled Banner”

## Twórcy
- Billy Corgan – wokal, gitara
- James Iha – gitara
- D’arcy Wretzky – gitara basowa, wokal
- Jimmy Chamberlin – perkusja